# Mambo Café
A Mambo Café egy 1999-ben kiadott, színes, mexikói–amerikai filmvígjáték. A forgatás 1998 novemberében zajlott New Yorkban, azonban ősbemutatójára csak 2000. február 4-én került sor, Mexikóvárosban. Magyarországon 2006. szeptember 28-án volt az országos tévépremiere az RTL Klub kereskedelmi televízión. Főszereplők: Thalía, Paul Rodríguez, Danny Aiello, Robert Costanzo, Rosana DeSoto, Kamar de los Reyes, Rick González.

## Összefoglaló
|  | Alább a cselekmény részletei következnek! |

A Puerto Ricó-i házaspár, Frank és felesége Carmen, a Mambo Café nevű latin-amerikai étterem tulajdonosai New York spanyol negyedében. Fiuk, Ricky egy neveletlen utcagyerek, állandóan csak a lopásokon és a garázdálkodáson jár az esze. Lányuk, Nydia a Bostoni egyetem hallgatója, aki váratlanul megérkezik. A család egyre nehezebben jön ki a bevételéből, sok az adósságuk, az étterem nem jövedelmező, és alig van vendégük. Szükséges lenne tenniük valamit, mert nem tudják kifizetni lányuk egyetemi tandíját.
A szűkös helyzet megoldására Frank és Ricky egészen abszurd tervet eszelnek ki, amihez az ötletet egy televíziós híradás adja nekik, mely szerint az egyik bűnbanda vezérét egy hasonló helyzetben lévő étteremben agyonlőtték, majd a hely erről vált népszerűvé. Kihasználva Ricky kapcsolatát a különböző utcai bűnbandákkal, meghívják a környék egyik legkeresettebb bandavezérét, „Fat Tony”-t az étterembe egy kiadós vacsorára. Ricky tudja, hogy a bandavezért el akarják tenni láb alól, így arra számítanak, hogy ez az étteremben történik meg, és így bekerülhetnek a híradásokba. Ricky fel is keresi Fat Tonyt, és csinos nővérével dicsekszik neki, amiért is érdemes lenne elfogadni a meghívást.
Nydia szégyelli Puerto Ricó-i szegény származását, ezért szerelmének, Chrisnek azt hazudja, hogy Argentínában él. Fat Tony és bandája többször is élnek Ricky meghívásával, ám az egyik étkezés alkalmával ellenségei az utcáról belőnek az ablakon, és meggyilkolják. Frank terve ezzel valóra válik. A híradóban nyilatkozhat a bűntény elkövetéséről, ahol mindent megtesz azért, hogy a Mambo Café neve minél többször elhangozzon. A hírek hallatán Franknek rengeteg segítséget és árut ajánlanak. Az étteremben fellendül az élet, özönlenek a vendégek.
Nydiát váratlan meglepetés éri: Chrisszel és családjával találkozik az étteremben. A fiú rögtön rájön, hogy egy szó sem igaz abból, amit Nydia állított neki, és összevesznek. A család barátja és segítője, Manny is érez valamit a lány iránt. Miközben a Mambo Caféban zajlik az élet, Chris ki akar békülni Nydiával, és meghívja őt egy közös vacsorára, ahol arra kéri a lányt, hogy barátai előtt továbbra is színlelje azt, amit neki először állított. A lányt ezzel úgy magára haragítja, hogy végleg szakítanak.
Joey, a bűnbandákat irányító „keresztapa”, aki elrendelte Fat Tony megölését, Rickyre akarja kenni az egészet, hogy pénzhez jusson a családtól. Manny és Nydia elmennek a maffiafőnökhöz, és Nydia odaadja neki az édesapjától kapott tandíjnak szánt pénzt, hogy felejtsék el az öccsét. Nydia szülei a hír hallatán egyáltalán nem örülnek ennek, így ők mennek el ismét a keresztapához, aki azt követeli tőlük, hogy derítsék ki, ki lőtte le a bandavezért. Ám a furfangos család erre is talál megoldást…

## Szereposztás
- Thalía – Nydia
- Danny Aiello – Joey (a „keresztapa”)
- Robert Costanzo – Antonio Andalucci alias Fat Tony (a bandavezér)
- Kamar de los Reyes – Manny
- Rosana DeSoto – Carmen
- Rick González – Ricky
- Richard Hillman – Chris
- Paul Rodríguez – Frank